# Бетман-Гольвег, Август фон
Мориц Август фон Бе́тман Го́львег (нем. Moritz August von Bethmann Hollweg; 8 апреля 1795, Франкфурт-на-Майне — 14 июля 1877, замок замок Рейнек под Нидербрайзигом) — немецкий юрист и прусский политик.

## Биография
Август Бетман Гольвег — сын одного из самых богатых людей Священной Римской империи, банкира Иоганна Якоба Бетман-Гольвега. Мать — Сузанна Элизабет Бетман (1763—1831), дочь Иоганна Филиппа Бетмана.
Август Бетман Гольвег в течение жизни никогда не сталкивался с финансовыми проблемами. Его образованием занимались Карл Риттер и Георг Фридрих Гротефенд. Он обучался в Гёттингенском и Берлинском университетах, где на него большое влияние оказал Карл Фридрих фон Савиньи. Ещё студентом Бетман Гольвег участвовал в расшифровке обнаруженного Нибуром в Вероне текста Гая.
В новогоднюю ночь 1817 года Бетман Гольвег стал верующим христианином. В Германском христианском застольном обществе Адольфа фон Тадден-Триглаффа он познакомился с братьями Леопольдом, Эрнстом Людвигом и Отто Герлахами, а также с Эрнстом Зенфт фон Пильзахом и общался с кронпринцем Фридрихом Вильгельмом, который позднее возвёл его в дворянское сословие. В 1819 году Бетман Гольвег габилитировался в Берлине и в 1823 году получил назначение ординарным профессором без содержания. По совету Савиньи он специализировался в преподавании гражданско-процессуального права, что ознаменовало новую эпоху в развитии науки о гражданском процессе. Бетман Гольвег оставался вдали от политики. Реакция с преследованием демагогов, полицейскими репрессиями отталкивала его. В 1827—1828 годах Бетман Гольвег занимал должность ректора Берлинского университета.
В 1829 году Бетман Гольвег перешёл в Боннский университет. Активная жизнь в небольшом боннском обществе оказала влияние на Бетман Гольвега, который симпатизировал реформированному пресвитерианству. Ему удалось преодолеть свои ранние проблемы в согласовании появления права со своим религиозно-моральным мировоззрением. В 1840 году король Пруссии возвёл Бетман Гольвега в наследное дворянство. Летом 1842 года Август Бетман Гольвег получил должность куратора и чрезвычайного уполномоченного правительства при Боннском университете. В 1845 году он вошёл в состав Государственного совета Пруссии и наконец обратил своё внимание на политику и церковь.
В 1848 году Август Бетман Гольвег созвал съезд германской евангелической церкви и оставался его председателем до 1872 года. Он также возглавил основанный Вихерном центральный комитет Внутренней миссии. На полях Франкфуртского национального собрания Бетман Гольвег познакомился с Дитрихом Вильгельмом Ландферманом. Как и последний, Бетман Гольвег пытался занять в политике позицию центра. Бетман Гольвег излагал свои взгляды в «Еженедельном листке», который издавал с 1852 года вместе с графом фон дер Гольцем. В консервативно-либеральном духе он требовал контролированно строить конституционное государство. В 1850-е годы Бетман Гольвег являлся лидером политического объединения Wochenblattpartei.
В 1849—1855 годах с кратким перерывом Бетман Гольвег являлся депутатом первой и второй палат прусского парламента. Он считался руководителем собственной фракции, вопреки малочисленности выделявшейся своими высокими духовными ценностями и политическими убеждениями. С 1858 года, с началом правления Вильгельма I) и до 1862 года, назначения премьер-министром Отто фон Бисмарка, Бетман Гольвег занимал в правительстве Пруссии должность министра образования и здравоохранения. Министерство располагалось на Унтер-ден-Линден, 4. В 1862 году Бетман Гольвег был избран почётным членом Прусской академии наук.
Выйдя в отставку, Бетман Гольвег написал в 1863—1874 годах свой главный труд «Гражданский процесс общего права в историческом развитии» (Der Civilprozeß des Gemeinen Rechts in geschichtlicher Entwicklung). Внук Августа Бетман Гольвега от второго сына Феликса фон Бетман Гольвега Теобальд фон Бетман-Гольвег в 1909—1917 годах занимал должность рейхсканцлера Германии.

## Семья
В 1820 году в Берлине Август Бетман Гольвег женился на Августе Гебзер (1794—1882), дочери окружного головы Иоганна Августа Теодора Гебзера. У супругов родилось двое сыновей и три дочери:
- Теодор (1821—1886), женат на Фреде Анне Каролине фон Арним (1842—1916), дочери министра внутренних дел Пруссии Адольфа Генриха фон Арним-Бойценбурга
- Феликс (1824—1900), женат на Изабелле Ружмон (1833—1908)
- Анна Фредерика Цецилия Ида Теодора (1827—1892), замужем за Альбером Пуртале (1812—1861)
- Герта Эмилия Элеонора (род. 1831), замужем за Гансом фон Мутиусом (1825—1883), ротмистром прусской армии, сын — дипломат Герхард фон Мутиус
- Элизабет Агата (1834—1877), замужем за бароном Робертом фон Добенеком (1830—1908).

## Публикации
- Grundriß zu Vorlesungen über den gemeinen Civilprozeß. Nicolai, Berlin 1821; 3. vermehrte Ausgabe: Grundriß zu Vorlesungen über den gemeinen und preußischen Civilprozeß. Adolph Marcus, Bonn 1832 ( Архивная копия от 2 февраля 2017 на Wayback Machine).
- Versuch über einzelne Theile der Theorie des Civilprozesses. Nicolai, Berlin/Stettin 1827 ( Архивная копия от 5 марта 2016 на Wayback Machine).
- Gerichtsverfassung und Prozeß des sinkenden Römischen Reichs: Ein Beitrag zur Geschichte des Römischen Rechts bis auf Justinia. Adolph Marcus, Bonn 1834 ( Архивная копия от 5 марта 2016 на Wayback Machine).
- Ursprung der lombardischen Städtefreiheit: Eine geschichtliche Untersuchung. Adolph Marcus, Bonn 1846 ( Архивная копия от 18 января 2022 на Wayback Machine).
- Die Reaktivierung der Preußischen Provinziallandtage. Wilhelm Hertz, Berlin 1851 ( Архивная копия от 2 февраля 2017 на Wayback Machine).
- Zur Geschichte der Freiheit. In: Protestantische Monatsblätter für innere Zeitgeschichte. Bd. 9 u. 10, 1857/58.
- Der Civilprozeß des Gemeinen Rechts in geschichtlicher Entwicklung. 6 Bände. Adolph Marcus, Bonn 1863-74 (Digitalisate: Bd. 1 Архивная копия от 20 марта 2018 на Wayback Machine, Bd. 2 Архивная копия от 20 марта 2018 на Wayback Machine, Bd. 3 Архивная копия от 5 марта 2016 на Wayback Machine, Bd. 4,1 Архивная копия от 5 марта 2016 на Wayback Machine).
- Familien-Nachricht. 2 Theile. Carl Georgi, Bonn 1876/1878 ().